# Distrikt Pozuzo
Der Distrikt Pozuzo liegt in der Provinz Oxapampa in der Verwaltungsregion Pasco in Peru. Der Distrikt wurde am 29. November 1918 während der Regierung des peruanischen Präsidenten José Pardo y Barreda gegründet. Er erstreckt sich über eine Fläche von 750,87 km². Beim Zensus 2017 betrug die Einwohnerzahl 4511. Im Jahr 1993 lebten in dem Distrikt 5053, im Jahr 2007 7760 Menschen. Verwaltungssitz ist die Kleinstadt Pozuzo.

## Geographische Lage
Der Distrikt Pozuzo liegt an der Ostflanke der peruanischen Zentralkordillere. Im Westen und im Norden grenzt der Distrikt an die Region Huánuco. Die Nationalstraße 5N durchquert den Distrikt in Nord-Süd-Richtung.